# بيت العفيف (مذيخرة)

تعديل مصدري - تعديل

بيت العفيف محلة تابعة لقرية الساعة، التابعة لعزلة خولان بمديرية مذيخرة إحدى مديريات محافظة إب في الجمهورية اليمنية.، بلغ تعداد سكانها 62 حسب تعداد اليمن لعام 2004.